# Leichtathletik-Weltmeisterschaften 2011/Teilnehmer (Dominikanische Republik)
| Gelbes Symbol für Goldmedaillen mit stilisierten Olympischen Ringen | Graues Symbol für Silbermedaillen mit stilisierten Olympischen Ringen | Braundes Symbol für Bronzemedaillen mit stilisierten Olympischen Ringen |
| ------------------------------------------------------------------- | --------------------------------------------------------------------- | ----------------------------------------------------------------------- |
| —                                                                   | —                                                                     | —                                                                       |

Der Leichtathletik-Verband der Dominikanischen Republik stellte bei den Leichtathletik-Weltmeisterschaften 2011 im koreanischen Daegu vier Teilnehmer.

## Ergebnisse

### Männer

#### Laufdisziplinen
| Athlet            | Disziplin    | Vorlauf    | Vorlauf | Halbfinale    | Halbfinale    | Finale        | Finale        |
| Athlet            | Disziplin    | Zeit       | Platz   | Zeit          | Platz         | Zeit          | Platz         |
| ----------------- | ------------ | ---------- | ------- | ------------- | ------------- | ------------- | ------------- |
| Carlos Jorge      | 100 m        | 10,62 s    | 41      | ausgeschieden | ausgeschieden | ausgeschieden | ausgeschieden |
| Arismendy Peguero | 400 m        | DNS        | DNS     | ausgeschieden | ausgeschieden | ausgeschieden | ausgeschieden |
| Félix Sánchez     | 400 m Hürden | 48,74 s SB | 6       | 49,01 s       | 6             | 48,87 s       | 4             |

### Frauen

#### Laufdisziplinen
| Athletin        | Disziplin    | Vorlauf | Vorlauf | Halbfinale    | Halbfinale    | Finale        | Finale        |
| Athletin        | Disziplin    | Zeit    | Platz   | Zeit          | Platz         | Zeit          | Platz         |
| --------------- | ------------ | ------- | ------- | ------------- | ------------- | ------------- | ------------- |
| Lavonne Idlette | 100 m Hürden | 13,39 s | 28      | ausgeschieden | ausgeschieden | ausgeschieden | ausgeschieden |